# Žonti
Žonti is een plaats in de gemeente Buzet in de Kroatische provincie Istrië. De plaats telt 56 inwoners (2001).